# الهلال الأحمر الصحراوي
الهلال الأحمر الصحراوي (بالإسبانية:La Media Luna Roja Saharaui)
، أسست سنة 1975م، وكانت تهدف الهلال الأحمر الصحراوي تقديم الخدمات الطبية وإسكان المخيمات للنازحين في الصحراء الغربية، ومقر الهلال الأحمر الصحراوي في الوقت الحالي بدولة الجزائر، وذلك بسبب الخلافات المستمرة بين البوليساريو والمغرب من جهة وبين الجزائر والمغرب من جهة أخرى.

## تاريخ
تم تشكيل «الهلال الأحمر الصحراوي» من قبل المواطنين الصحراويين في 26 نوفمبر 1975، بعد أيام من الغزو المغربي الموريتاني المشترك لأراضي الصحراء الإسبانية السابقة.

## مهامه
خلال السنوات الأولى للمنظمة، كانت مهمتها الرئيسية هي جمع شمل العائلات التي كانت منتشرة عبر الصحراء بسبب حرب الصحراء الغربية التي نقلتهم من ساحات القتال إلى الصحراء الجزائرية المجاورة تندوف، في مواجهة القصف الجوي للقوات الجوية المغربية. في وقت لاحق جاء تنظيم المخيمات اللاجئين الصحراويين في الصحراء الجزائرية.

## وصلات خاريجية
- اختتام دورة تكوينية في مجال الاسعافات الاولية بمقر الهلال الاحمر الصحراوي